# Provincia de M'Sila
La provincia de M'Sila (también escrito como Msila o MSila; en árabe: ولاية المسيلة) es una provincia (valiato) del norte de Argelia. Tiene una población de 990 591 personas (2008) y una área de 18 718 kilómetros cuadrados, mientras que su capital, también llamada M'sila, tiene una población de aproximadamente 150 000 habitantes.

## Municipios con población de abril de 2008
- Aïn El Hadjel 33,046
- Aïn El Melh 37,045
- Aïn Errich 20,634
- Aïn Fares 3,184
- Aïn Khadra 29,046
- Belaiba 27,404
- Beni Ilmane 8,777
- Ben Srour 23,953
- Benzouh 5,636
- Berhoum 23,620
- Bir Foda 4,258
- Bou Saâda 125,573
- Bouti Sayah 9,042
- Chellal 5,411
- Dehahna 6,697
- Djebel Messaad 13,948
- El Hamel 11,018
- El Houamed 7,800
- Hammam Dhalaa 39,850
- Khettouti Sed El Djir 7,058
- Khoubana 7,950
- Maadid 24,168
- Maarif 13,269
- Magra 39,250
- M'Cif 12,209
- Medjedel 21,058
- Mohammed Boudiaf 16,381
- M'Sila 156,647
- M'Tarfa 8,074
- Ouanougha 14,397
- Ouled Addi Guebala 25,456
- Ouled Atia 8,498
- Ouled Derradj 26,644
- Ouled Madhi 7,069
- Ouled Mansour 5,731
- Ouled Sidi Brahim 10,716
- Ouled Slimane 4,116
- Oultem 2,289
- Sidi Aïssa 72,062
- Sidi Ameur 21,623
- Sidi Hadjeres 6,686
- Sidi M'hamed 8,300
- Slim 5,348
- Souamaa 7,189
- Tamsa 7,431
- Tarmount 9,954
- Zarzour 5,077

## División administrativa
La provincia está dividida en 15 dairas (distritos), que a su vez se dividen en 47 comunas (ciudades). Algunas de las comunas son: Bou Saada y Maadid.*